# Bitka za Koprivnicu 1944.
Bitka za Koprivnicu 1944. godine je jedna od krvavijih i manje poznatih bitaka Drugog svjetskog rata na području bivše Jugoslavije, točnije, tadašnje NDH.

## Pred bitku
Početkom listopada 1944. godine partizani su na području sjeverozapadne Hrvatske krenuli u veliku ofenzivu, koja je, zajedno s istodobnim napadom partizana na Banju Luku i Knin, imala za cilj uništenje svih osovinskih snaga istočno od crte Koprivnica-Knin. U svom naletu, partizani su uspjeli osvojiti Podravsku Slatinu, Viroviticu, Pitomaču, Kloštar, Đurđevac, Virje i Novigrad Podravski, čime su praktički zagospodarili gotovo čitavom Podravinom. Nakon pada Đurđevca, Virja i Novigrada Podravskog, ostaci ustaških garnizona su se povukli u Koprivnicu, tada još jedino veće mjesto koje je bilo u rukama snaga NDH. Prema partizanskim izvještajima, u Đurđevcu se, prije pada, nalazila XX. i dio XXXVII. stajaće djelatne bojne V. ustaškog stajaćeg djelatnog zdruga (dalje XXXVIII/V USDZ), otprilike oko 1000 ljudi, u Virju jedna neidentificirana bojna V. USDZ (najvjerojatnije I. bojna), u Novigradu ostali dijelovi XXXVII./V. USDZ, u Koprivnici Oklopni i Brzi sklop Poglavnikovog Tjelesnog Sklopa (dalje PTS), a u Bregima 1. bojna 1. pješačke pukovnije PTS-a (dalje I/1 PTS).Brzi sklop PTS-a je bio raspršen prilikom pokušaja proboja iz Novigrada prema Hlebinama, a I/1 PTS, I/V USDZ i XX/V USDZ su se nakon velikih gubitaka povukle u Golu (16 km sjeverno od Đurđevca), odakle su vlakom 12. listopada prebačeni u Koprivnicu.
Zbog takvih velikih uspjeha, koji su izneseni uglavnom protiv dijelova elitnog PTS-a i V. USDZ, moral je uvelike porastao među partizanima. Ostaci neprijateljskih jedinica su se povukli u Koprivnicu, koja se nalazila na raskršću cesta za Zagreb, Varaždin, Bjelovar, Osijek i Gyékényes. Padom tog mjesta bi se otvorila svojevrsna "vrata" prema Zagrebu i Varaždinu. Također, partizani su se zanosili idejom da bi napokon uspjeli uništiti V. USDZ, pod zapovijedništvom pukovnika Rafaela Bobana. Nesumnjivo bi uništenje tog zdruga, koji je i dalje nosio ime svojeg prethodnika, Crna legija, nanio velik udarac moralu Hrvatskim oružanim snagama. Zbog svih tih razloga, umjesto napada na Bjelovar, za koji su već vršene pripreme, Glavni štab NOV i PO Hrvatske je odlučio napasti Koprivnicu, prihvativši tako prijedlog zapovjednika X. zagrebačkog korpusa Vladka Matetića.

### Plan grada
Koprivnica je grad kružnog oblika, ispresijecana mnogim ulicama i teren oko nje je potpuno ravan, bez ikakvog raslinja ili prirodnog zaklona koji bi napadaču omogućio prikriven prilaz. U središtu grada se nalazio širok prostor s parkom, što je omogućavalo manevar u svim pravcima u protunapadu. Branitelji su bez problema mogli lako braniti grad, pri čemu bi oslonac obrane bio na željezničkim prugama, potoku Koprivnici i pojedinim čvrstim zgradama (mlin, uljara). Oni su to i napravili. Stvorena je kružna obrana sa sustavom otpornih točaka na ulazima u grad, organizirana u dva pojasa, vanjski i unutarnji. Bunkeri su sagrađeni na pravcima ulaza u grad iz smjera Križevaca, Ludbrega, Novigrada Podravskog i Peteranca. Na tim su pravcima, uz bunkere i rovove, bile postavljene i bodljikave žice, dok je na zapadnoj strani grada, na pravcu podvoznjaka za Ludbreg i kod Uljare, provedena čak i električna struja. Navodno je glavni organizator obrane bio ustaški poručnik August Pogačnik. Pored ulaza u Koprivnicu, rovovi i bunkeri su bili sagrađeni uz ceste kod oba groblja. Također, na mogućim ulazima u grad, uz žičane prepreke postavljena su minska polja. Za vanjski pojas obrane iskorišten je na zapadnoj strani nasip željezničke pruge Koprivnica – Križevci, a na južnoj potok Koprivnica. Vanjski pojas se vrlo lako mogao povezati u čitavi sustav obrane grada. Svuda uz cestu, prugu i potok su bili postavljeni bunkeri. Kao što je spomenuto, osim grada, dobro je utvrđeno i groblje uz cestu Koprivnica-Varaždin i Koprivnica – Križevci, koje tijekom dana nisu bili zaposjeli branitelji. Tako su se glavne točke obrane nalazile u groblju na zapadnoj strani, u dvije ciglane na južnoj strani, u tvornici "Danica", na potoku Koprivnica i na visokom nasipu na pruzi Koprivnica – Križevci. Zauzimanjem otpornih točaka na groblju i dviju ciglana bila bi ugrožena krila i bokovi za obranu grada. Tako je težište obrane bilo kanalizirano od juga prema sjeveru ovako: željeznička stanica, potok Koprivnica, tvornica "Danica", središte grada (u kojem se nalazila rezerva koja je trebala poslužiti za protunapad prema bilo kojem pravcu u kojem se napadač uspio probiti).

### Sukobljene snage

#### Ustaše
Početkom listopada V. ustaški stajaći zdrug, nastao iz dijela I. stajaćeg djelatnog zdruga "Crna legija" povlači se iz Livna i Tomislavgrada u Posušje iz kojeg je uskoro izbačen te se povlači u Imotski iz kojeg je ponovno vraćen u Posušje. Jesen prolazi u borbama s dalmatinskim partizanima oko Posušja i na području Imotske krajine. Potom je V. ustaški zdrug prebačen u Podravinu, a u njegov sastav ulazi ustaška bojna iz Bjelovara. Bio je stacioniran u Koprivnici gdje je pod zapovjedništvom Rafaela Bobana odbio veliki napad partizanskih snaga na Koprivnicu u listopadu 1944. godine. Koprivnicu su branili, prema prvotnom partizanskom izvještaju, svega jedna bojna (!) i ostaci snaga iz Novigrada i Virja. Spominje se i da osovinske snage raspolažu s 15 topova različitog kalibra, ali "su većim dijelom bez potrebne posluge". Sveukupno garnizon s manje od 1000 ljudi. Međutim, prema kasnijim i vjerodostojnijim podacima, Koprivnicu su branili preostali dijelovi I/V, XX/V i XXXVII/V USDZ i I/1 PTS, koji su izbjegli uništenje od partizana u prethodnim borbama. Otprilike oko 1500-2000 ljudi. Jovan Kokot u svojoj knjizi "Dvanaesta slavonska proleterska brigada" piše kako je Koprivnicu branilo 9000 ustaša, što je svakako pretjerani i izmišljen broj. Iako se spominje samo jedan tenk, postoje indicije da su branitelji raspolagali i s više tenkova. Povjesničar Tomislav Aralica raspolaže fotografijom tenka Fiat L6/40 i još jednog lakog tenka nepoznatog tipa, navodno snimljenih za vrijeme borbi u Koprivnici. Braniteljima je osobno zapovijedao pukovnik Rafael Boban.

#### Partizani
Za napad na Koprivnicu partizani su odredili 12. (jačine dvije brigade) i 40. (dvije brigade) diviziju (dalje 12.D i 40.D) VI. slavonskog korpusa, 32. (dvije brigade) i 33. (tri brigade) diviziju (dalje 32.D i 33.D) te Zagorsku brigadu X. zagrebačkog korpusa, 7. banijsku diviziju (dalje 7.D) NOVJ (dvije brigade), podravski i bjelovarski partizanski odred, Haubičku bateriju (4 haubice), Autobataljun te Tenkovsku četu (5 tenkova). Ukratko, korištene su sve raspoložive snage, koje su imale preko 20 000 boraca (Jovan Kokot, zapovjednik 12. brigade, smanjuje taj broj na 17-18 000 ljudi). Za korpusnu rezervu je određena jedna brigada 12. D, koja se nalazila u selu Bregi .Također, određeno je da će se Tenkovska četa isto nalaziti kod korpusne rezerve.33.D je svoju brdsku bateriju od 4 topa stavila na raspolaganje 32.D, a 40.D svoju brdsku bateriju (topovi kalibra 75mm) na raspolaganje 7.D. Tenkovska četa se sastojala od tenkova Hotchkiss (tipa 35 ili 39, naoružanje: top kalibra 37mm) i tri tankete L3/35 (naoružanje: dvije strojnice kalibra 8mm), koji su zarobljeni 5. listopada 1944. u Pitomači i Kloštru Podravskom.
Dakle, partizanske snage su u drugoj polovici 1944. godine i narasle i počele ostvarivati uspjehe. U Podravini su uspjele zauzeti Virje, Hlebine, Molve, Đurđevac i logično je bilo krenuti na Koprivnicu i tako zaokružiti uspjehe na bojnom polju. Padom Koprivnice bio bi otvoren put prema Zagrebu i to su partizani i te kako dobro znali, baš kao i ustaše. Valja reći da su partizani ipak dvojili, krenuti prvo na Bjelovar ili na Koprivnicu. Odluka je bila - osvojiti Koprivnicu i uništiti "crnu legiju".

### Obrana grada
Rafael Boban očekivao je partizanski napad i putem ustaškog satnika Augusta Pogačnika počeo organizirati obranu. Koprivnica koja se nalazi u ravnici počela se utvrđivati, izgrađeni su brojni bunkeri i prepreke, a odlučeno je da će crte obrane ići usporedno s pružnim nasipom i potokom koji ide jednim dijelom izvan grada. Uz svaku uzvisinu, cestu i potok sagrađen je bunker, postavljena bodljikava žica, pa čak dijelovima uključena u struju. K tome, postavljena su i brojna minska polja unaokolo grada. Velikim trudom uspostavljena je i poljska telefonska veza sa svim ustaškim bunkerima što se kasnije pokazalo čak i presudnim, u trenucima kada se bitka "lomila".
Partizani su, pak, pretpostavljali da ustaška obrana neće moći izdržati njihovih brojnijih snaga. Prema dostupnim podacima, u Koprivnici je bilo nekih dvije tisuća ustaških vojnika, dok su partizani na raspolaganju imali desetak puta veće snage.

### Plan napada na grad
Napad na Koprivnicu, koji je trebao početi 13. listopada u 22 sata (Kokot navodi da je napad kasnio 1 sat), je trebalo otvoriti partizansko topništvo jačine 20 topova. Nakon uvodnog granatiranja, 32.D je trebala napasti grad sa zapadne i južne strane, pri čemu je cilj napada bio prodiranje do središta grada i spajanje s jedinicama 7.D koja je napadala sa sjevera. Zona napada je bila; desno: potok Koprivnica (na kojoj je trebalo hvatati vezu sa 7.D), lijevo: željeznička pruga Koprivnica-Gyékényes. Brigada "Matija Gubec" (u sastavu 32.D) je za prvi napadni cilj imala osvojiti željezničke stanice Koprivnica i Uljarice, te iste zadržati pod svaku cijenu. Ako bi se situacija povoljno odvijala, brigada je trebala napredovati dalje do hotela "Car". 7.D je trebala napasti Koprivnicu sa sjeverne i sjeverozapadne strane. Zona napada je bila desno do linije pruga Koprivnice-Gyékényes, a lijevo potok Koprivnica. U zonu napada je spadala i tvornica "Danica" s aerodromom. 33.D je trebala zauzeti položaje prema Ludbregu s dvije brigade, a s jednom brigadom prema Križevcima, te na taj način spriječiti moguću pomoć braniteljima. Njezina izviđačka četa je trebala biti upućena u selo Križevački Ivanac kako bi promatrala Križevce i pokrete neprijateljskih snaga u pravcu Križevci-Koprivnica. 40.D je imala zadatak da s jednom brigadom zatvori pravce na liniji Crnje-Torčec-Ungerov mlin-Pustakovec, dok je druga brigada trebala biti u rezervi u selu Ivanec, kako bi po potrebi djelovala zajedno s 33.D. Haubičku bateriju je trebalo postaviti na prostoru Glogovac-Bakovčica-potok Draganovac-željeznička pruga do željezničke stanice Bregi-Glogovnica. Kao glavni ciljevi granatiranja su određeni željeznička stanica Koprivnica, Uljarica i središte grada. Kad bi doprle do željezničke stanice Koprivnica, postrojbe 32.D bi trebale ispaliti dvije zelene i jednu crvenu raketu kao znak za prestanak topničkog napada na taj dio, a nakon zauzimanja Uljarice jednu zelenu i dvije crvene rakete. Baterija je trebala pola sata gađati željezničku stanicu, nakon čega vatru prenijeti na Uljaricu, te nakon 15-minutnog granatiranja, vatru usmjeriti na središte grada. Korpusna improvizirana bolnica se nalazila u selu Plavšinac. Mjesta stožera su bila: 32.D na Starom Gradu, 33.D u selu Vrhovac, 7.D u selu Herešin, 40.D u selu Torčec. Sve jedinice su trebale poduzeti potrebne mjere za zaštitu od napada aviona u niskom letu, te mjere za sprječavanje prolaza motoriziranih protivničkih postrojbi (postavljanje barikada i sl.).

## Bitka
Topništvo partizana započelo je napad u 22 sata 13. listopada 1944. No, udari nisu bili precizni jer su ustaše uspjele obavještajnim radom saznati da su partizani imali informacije gdje se nalazi njihovo topništvo koje je bilo preraspoređeno. Partizani su tako ispočetka tukli "u prazno", a ustaše precizno uzvraćali. Nakon nekoliko sati topničke vatre krenulo je partizansko pješaštvo i ostalo iznenađeno velikim i dobro organiziranim otporom. Brojčano jači partizani su znali zaobići bunkere i doći do prvih gradskih kuća, da bi potom bili odbačeni od ustaških rezervi. Kako je noćni juriš propao tako se na brzinu izdalo naređenje na novi juriš negdje oko podneva 14. listopada. Partizani su čak uspjeli ponegdje istjerati ustaše iz rovova, no njima je problem predstavljala bodljikava žica i struja koja je tekla kroz nju. Za vrijeme dok bi se neutralizirala bodljikava žica ustaše su pomakle svoje rezerve na kritičnu točku i odbile napad. Tu se čvrsta telefonska linija između obrambenih objekata pokazala vrlo bitnom.
U centru Koprivnice, na središnjem gradskom trgu raspoređivale su se ustaške snage, dojavljivalo se gdje je obrana najslabija i tamo slala pojačanja. Dodatnu nemotiviranost partizanskih snaga i pomutnju potakli su i ustaški zrakoplovi koji su najprije iznad Koprivnice bacali hranu i sanitetski materijal svojim jedinicama, a u novim preletima kasnije i bombardirali partizanske snage. Sada je bilo već jasno da ustaše ne misle odustati od Koprivnice. Oko 15 sati je šest aviona Hrvatskog bojnog zrakoplovstva napalo položaje 7.D (prije toga su zrakoplovi bacali sanitetski materijal braniteljima). Usporedo s tim branitelji su pojačali svoj pritisak prema cesti Koprivnica-Herešin, i čini se da je partizane uhvatila panika: jedan bataljun 4. brig. se počeo povlačiti, a za njim je krenuo i jedan bat. 3. brig. Oba bataljuna su bila zadržana ispred sela Herešin. Manji dijelovi tih bat. koji su se razbježali su kasnije vraćeni na položaje. 7.D, koja je bila gotovo uništena, smijenile su jedinice 12.D i 40.D. s prvim mrakom (prema zapovijedi koja je stigla oko 17 sati), s tim da je 3. brig. bila određena kao korpusna rezerva i prebačena u selo Ivanac, a 4. brig. je ostala u selo Miklinovec, u slučaju da 12.D prodre u grad, potpomogne njezin napad. U noći 14./15. listopada brig. BR ("Braća Radić") ponovo je poduzela napad na svojem sektoru, pritom se uglavnom usmjerivši na likvidiranje groblja kraj ceste Koprivnica – Križevci, dok je brig. MG ostala na mjestu, ne poduzimajući nikakve napade zbog teških gubitaka u prethodnim borbama. U borbi na groblju, koja se opisuje kao "teška i krvava", ustaše su uspjele obraniti svoje položaje, odbijajući partizanski juriš za jurišom.Partizani su također odbijeni i s ciglane koju su prethodno osvojili uz pomoć tenkova, te su se morali povući na početne položaje.
Partizane je iznenađivalo pravodobno uvođenje ustaških rezervi u bitku, što se pripisivalo dobroj organizaciji ustaških jedinica na središnjem gradskom trgu te spomenutoj telefonskoj vezi.
Koliko je dramatični tijek borbe bio, najbolje svjedoči sam Kokot: "Ustaše su izvršile protivnapad, nastupajući u velikoj grupi s nožem na pušci i ručnim bombama, ali bez otvaranja mitraljeske i puščane vatre. Pozadi ustaških jedinica koje su učestvovale u protivnapadu, vojna glazba svirala je marš. Ustaše su u protivnapadu odbacile 3. bataljon i Jurišnu četu na polazne položaje, jer je borbeni poredak bio u liniji i vrlo plitak. Da je borbeni poredak bio dublji u 2 ešelona, ustaški protivnapad, vjerojatno, ne bi bio toliko uspješan. Borci su prvi put bili u situaciji da slušaju i gledaju vojnu glazbu u borbi, kao i veliku gomilu ustaša koja je pjevala ustašku himnu i jurišala s nožem na pušci, bez otvaranja puščane vatre. To je na borce psihološki djelovalo i nisu mogli da se suprotstave ustaškom protivnapadu". Oko 19 sati pokrenut je i posljednji napad 12. brig.; partizani su prešli potok i napredovali 200-250 metara, nakon čega su ih ustaše ponovo odbili, napredujući uz glazbu kao i prošli put.
U noći 15/16. listopada, u 00:30 sati organiziran je još jedan napad, uz topničku pripremu. No, došlo je do neslaganja između pješaštva i topništva; jedinice 12.D, koje su trebale prodirati prema središtu grada, nisu uopće krenule u napad. Stožer X. korpusa je u 5:00 sati, 16. listopada 1944. god., dao zapovijed za prestanak napada. Istog dana se uspjela, sa sjevera, u grad probiti i jedna hrvatska borbena skupina, koja je u Koprivnicu donijela prijeko potrebne materijale (streljivo i sl.). Također, hrvatsko je zrakoplovstvo bombardiralo prikupljanje partizana na širem području Koprivnice s "popriličnim uspjehom". Bitka za Koprivnicu, nakon 4 dana i 5 noći žestokih borbi, je bila gotova, a veliku pobjedu su odnijele ustaše.

## Razne teorije o gubicima i stanjima na obje strane
- Prema Radi Bulatu:
  - 7.D: 54 mrtva (među njima jedan zapovjednik bat., poručnik, 3 zapovjednika čete, 4 komesara čete, 1 vodnik i politički delegat). Ranjenih 111 boraca i časnika. Izgubljen je 1 "šmajser", 15 okvira za puškostrojnicu, a oštećeno je 5 puškostrojnica, 1 strojnica, 1 "šarac" (njemačka strojnica MG 34/42), 1 PIAT. Utrošeno je 151 granata za protuoklopne topove, 642 mine za teške minobacače, 36 PIAT mina, 62 598 puščanih i strojnih metaka, 22 metka za protutenkovske puške, 60 ručnih bombi.
  - 32.D: 38 mrtvih (među kojima operativni časnik bat. Milan Šinik, komesar čete Ivan Jurman, zastavnik Asim Hazić, zapovjednik čete Dragutin Vrućina, komesar čete Eshim Pavličić).Ranjenih 208 i nestalih 62, među kojima i komesar čete Vlado Marčić (nestali su mahom bili dezerteri). Izgubljeno je 58 pušaka, 1 puškostrojnica i 3 "šmajsera". Oštećeno je 2 puškostrojnice, 1 "šarac", 1 PIAT i 1 protutenkovska puška. Utrošeno je "mauzer" metaka 54.304 kom., engleskih 28.065 kom., talijanskih 28.412, šmajserskih 6.530, 134 mine za laki bacač i 108 ručnih bombi."Mauzer" metci se odnose na one za puške njemačkog porijekla (jugoslavenska M.24 ili njem. Kar.98), engleski na one za engleske puške koje su stigle u sklopu saveznički pošiljki (najvjerojatnije Enfield No.4 Mk.I.) i talijanski na one zarobljene puške nakon kapitulacije Italije (najvjerojatnije Carcano M38).
  - 40.D: 16 mrtvih i 55 nestalih i ranjenih. Izgubljeno je 17 pušaka, 1 "šmajser" i 1 puškostrojnica. Sveukupno: 108 mrtvih, 474 ranjena i 62 nestalih. Ustaški gubici su procijenjeni na više od 300 mrtvih i ranjenih.

- Ivan Šibl spominje 200 mrtvih i 800 ranjenih partizana, dok se broja mrtvih protivnika ne dotiče, osim kad spominje da je Boban dao strijeljati 150 vlastitih vojnika radi uspostave discipline, što je očito izmišljotina (sam Šibl priznaje da mu je taj podatak dospio iz "druge" ruke, a osim njegovog djela, nema nijednog izvora koji bi dao i pomisliti na to da je Boban dao svoje vojnike pred streljački vod). Stožer X. korpusa u svom izvještaju spominje 110 mrtvih (među njima i 50 časnika) i 3000 ranjenih branitelja (sam Bulat odbacuje te podatke kao preuveličane).

- U "Dnevnom izvješću" 17. listopada 1944. stoji da su partizani 14. listopada imali oko 600 mrtvih i ranjenih, a sljedeći dan 124 mrtva, s procjenom da ih je sveukupno poginulo 350. Vlastiti gubici su procijenjeni na 42 vojnika i 1 časnik kao poginuli, te 83 ranjenih vojnika.

- U "Dnevnom izvješću" PTS-a iz 16. listopada 1944. spominje se 865 nabrojana mrtva, ali su im gubici procijenjeni na mnogo više mrtvih jer su partizani pri povlačenju odvukli mnogo mrtvih, a i naneseni su im i gubici s bacačkom i topničkom vatrom, te bombardiranjem iz zraka. Također, od zarobljenog plijena je do tada prebrojano 12 strojnica, 40 automata, 20 pušaka te nekoliko bacača i drugog ratnog tvoriva (Kokot dodaje i 40 pištolja).

Iako se podaci obiju strana ne podudaraju, zbog žestini samih borbi, slobodno se može zaključiti da su izvješća s hrvatske strane su bliža pravom broju mrtvih i ranjenih.

## Limena glazba
U svemu tome zanimljivo je bilo da je ustaške protuudare uvijek pratila limena glazba. Još dok nije počeo partizanski napad na Koprivnicu Rafael Boban je naredio da se limena vojna glazba priključi borbenim jedinicama, smatrajući da će s takvom podrškom glazbenika podići moral i vojnicima. Odmah po partizanskom napadu Boban je naredio da iza glavnih juriša i glavnih točaka obrane svira limena glazba. Iako se svi glazbenici nisu odazvali na borbeni zadatak, bilo je i onih koji su jednostavno pobjegli, dotični je orkestar zaista sudjelovao aktivno u obrani, odmah iza jedinica koje su pucale. To je iznenađivalo partizane, a znalo se i to da je uvijek negdje blizu limene glazbe i sam Boban.
Poznata su i imena glazbenika s prve crte, kao i pjesme koje su morali svirati. Na repertoaru su bile koračnice: "Svi na vojsku", "Mi smo braćo", "Lička koračnica", "Zrinsko-frankopanska", "Živila Hrvatska', "Triglav', "Kroz splitsku rivu", "Hrvatski mornari", "Pozdrav s Jadrana", "Bog i Hrvati", "Splitske kale", Wagnerove koračnice".

## Zaključak
Bitka za Koprivnicu 1944. god. svakako spada među najžešće bitke ovih prostora. Samouvjerenost partizana u sigurnu pobjedu dovela ih je do strašnog poraza. Iako stožer X. korpusa slavodobitno zaključuje kako "je ofanzivni duh Crne legije slomljen", to je bilo daleko od istine. Pripadnici V. USDZ, popularno zvani Bobanovcima, su ovom pobjedom stekli gotovo mitski status, a Koprivnica je, prema nekim pričama, dobila epitet "ustaškog Sigeta". Njihova fanatična hrabrost omogućila im je veliku pobjedu, a partizani su ih se bojali, izbjegavajući daljnje borbe s njima. Boban je, očito, računao uvelike na moral svojih vojnika (pošto je bio brojčano nadjačan), koji je pojačavao s limenom glazbom koja je cijelo vrijeme svirala. Prizor u kojem ustaše s bajunetama jurišaju na partizane, dok u pozadini grme topovi i sviraju ustaške koračnice, svakako nije pozitivno utjecao na partizane. Stožer X. korpusa krivnju za poraz prebacuje na nedovoljnu informiranost o brojnosti i položaju branitelja, kao i na nedovoljnu suradnju pješaštva i topništva (međutim, stožer 7.D spominje kako je suradnja topništva i pješaštva bila na razini). Val dezertiranja je zahvatio 32.D, koja je, kako Tomislav Aralica piše, izašla gotovo prepolovljena iz bitke. Iako je lako biti general poslije bitke, činjenica stoji da su se partizani za napad na Koprivnicu pripremili najbolje što su mogli, ali zbog zanemarivanja morala i borbenosti protivnika, stvari su od samog početka krenule krivim tijekom. Kad na sve to nadoda i vrlo dobra organizacija same obrane Koprivnice, za rezultat imamo najveću pobjedu V. USDZ u čitavom ratu.